# 詹姆斯羅斯島
詹姆斯羅斯島（英語：James Ross Island）是南極洲的島嶼，位於南極半島的東北部，島嶼長64公里，面積2,598平方公里，島上最高點1,630米，阿根廷、智利和英國均宣稱擁有主權。1986年，阿根廷地質學家在島上發現南極甲龍的骨架，是首次發現恐龍曾在南極洲生活。
64°10′S 57°45′W / 64.167°S 57.750°W